# Pere Garcia i Plensa
Pere Garcia i Plensa (Barcelona, 1943 - Barcelona 23 de juny de 2005) fou un director de cinema català.

## Biografia
Pere Garcia i Plensa era conegut per la seva vinculació a multitud d'activitats que va desenvolupar com a president del Club de cinema La Llanterna Màgica, i per la seva dedicació activa a reivindicacions veïnals. Garcia i Plensa va col·laborar activament per la recuperació de la memòria històrica dels barris i del país al capdavant de l'"Ateneu Enciclopèdic Sempre Avant", on des dels anys setanta, i amb la recuperació de la democràcia, va tenir un paper molt rellevant en la difusió del pensament i la lluita social per mitjà de conferències, debats i ponències.
Pere Garcia i Plensa també va participar activament en les campanyes veïnals per a recuperar les Cotxeres, l'Espanya Industrial, i va contribuir a la dinamització cultural a través de la seva altra gran passió: el cinema. Com professional i membre actiu de l'associacionisme de Sants, Hostafrancs i la Bordeta va contribuir a la realització d'activitats de tant renom com el Centenari de Fructuós Gelabert i del Cinema en Sants, la Marató de Cinema Fantàstic i de Terror o el cicle d'estiu Cinema a l'aire lliure. La seva última aportació va ser l'organització de l'Homenatge al cineasta Miquel Porter i Moix.
Morí a Barcelona, el 23 de juny de 2005, després de lluitar contra una llarga malaltia.